# Filozofický slovník (Klaus–Buhr)
Filozofický slovník (německy Philosophisches Wörterbuch) je dvoudílný slovník za redakce Georga Klause a Manfreda Buhra vypracovaný na marxisticko-leninských základech. První vydání vyšlo v Německé demokratické republice roku 1964 jako jednosvazkový slovník. Česky vydalo knihu pražské nakladatelství Svoboda roku 1985 nákladem 40 000 výtisků jako překlad německého vydání z roku 1975.
 Obsahuje popis kategorií a s jejich pomocí formulovaných zákonů dialektického a historického materialismu, i popis jednotlivých vědních oborů marxisticko-leninské filozofie. Slovník zachycuje i uzlové body (proudy, směry, obory, základní pojmy) z dějin filosofie a současné buržoazní filozofie, moderní logiky, obecné metodologie, teorie vědy i filozoficky relevantní poznatky z přírodních a společenských věd, kybernetiky, sémiotiky, systémové teorie a teorie informace. [...] 
Východiskem zpracování jsou díla Marxe, Engelse a Lenina, dále základní dokumenty mezinárodního komunistického a dělnického hnutí, zejména Komunistické strany Sovětského svazu. 
Manfred Buhr, Georg Klaus
V NSR vyšel poprvé r. 1972 (v nakl. Rowohlt, Hamburk) pod titulem Marxisticko-leninský slovník filosofie (Marx-Leninistisches Wörterbuch der Philosophie). Podle německého filosofa a znalce marxismu Wolfdietricha Schmieda-Kowarzika se nejedná o příručku, nýbrž o sbírku zákonů a nařízení marxisticko-leninské ideologie, které předepisují, jak se má myslet.  
 Pro ty, kdo o Marxovi a jeho filosofických kořenech už něco věděli, to byl odstrašující příklad toho, jak se právě nemá zacházet s Marxovým kritickým myšlením. 
W. Schmied-Kowarzik
Schmied-Kowarzik na markantních příkladech ukazuje jednostrannost Klausova-Buhrova slovníku a jeho poplatnost dogmatismu ve srovnání s Historicko-kritickým slovníkem marxismu (Historisch-kritisches Wörterbuch des Marxismus, od r. 1994 vydává nakl. Argument, Hamburk; je plánováno 15 svazků).